# Алея модрини європейської (Жмеринський район)
Але́я модри́ни європе́йської — ботанічна пам'ятка природи місцевого значення. Розташована на території Барського лісництва (кв.62/3, кв.63/4, кв.64/6, кв.65/14,кв.66/2.) на захід від с. Матейків Жмеринського району Вінницької області. Оголошений відповідно до Рішення Вінницького облвиконкому від 29.08.1984 р. № 371 Охороняється дворядна алея із ялини і модрини довжиною 3,2 км, закладена у 1900 р. 